# Gundersweiler
Gundersweiler là một đô thị thuộc huyện Donnersberg, Đức. Đô thị Gundersweiler có diện tích 10,44 km², dân số thời điểm ngày 31 tháng 12 năm 2006 là 534 người.